# Oleksandr Luschpynskyj
Oleksandr Onufrijowytsсh Luschpynskyj (ukrainisch Олександр Онуфрійович Лушпинський; * 11. Juli 1878 in Buzniw, Oblast Ternopil, Ukraine; † 20. November 1943 in Lwiw) war ein ukrainischer Architekt und Maler.

## Leben und Wirken

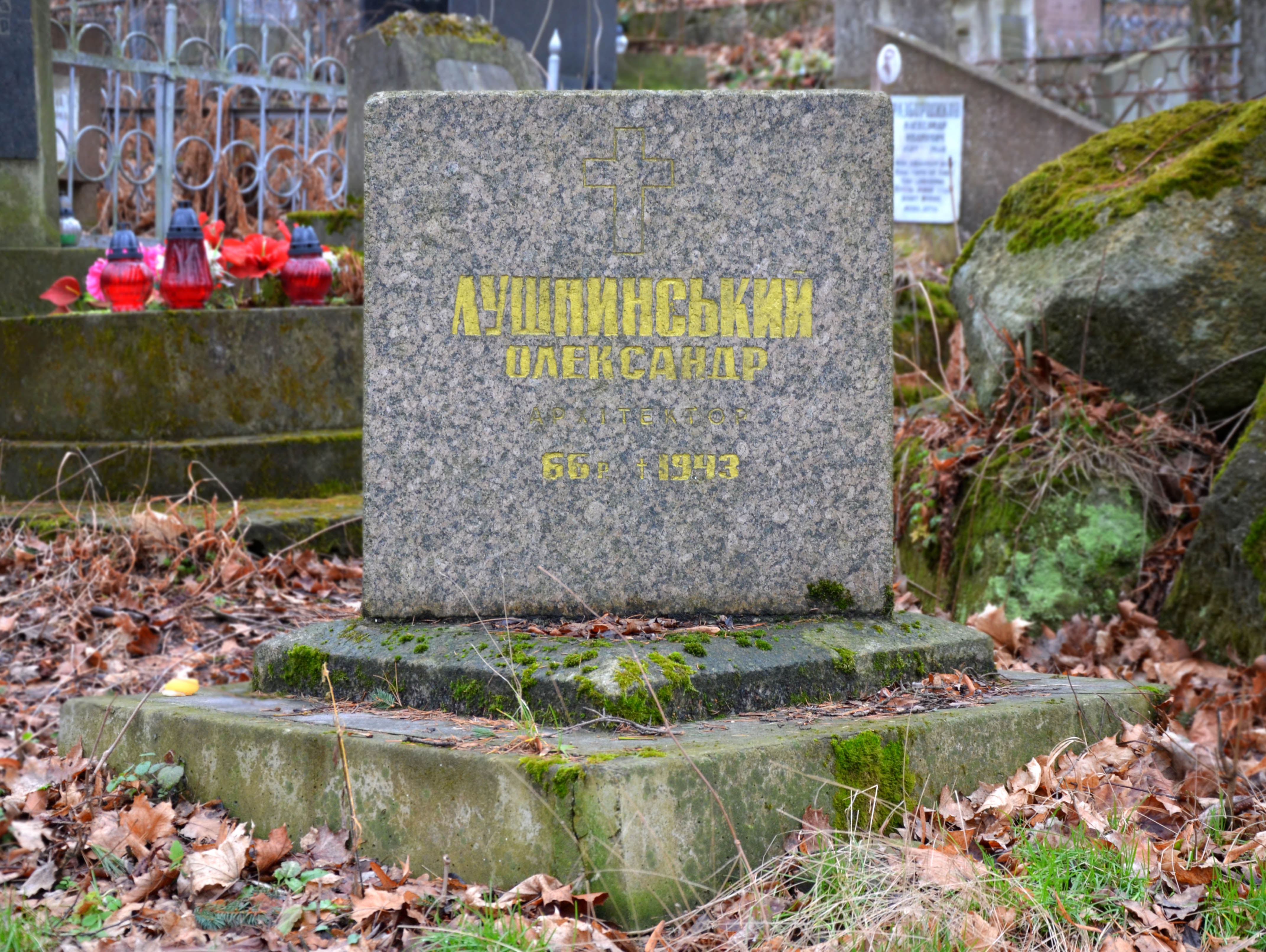
Grabmal von Oleksandr Luschpynskyj

Oleksandr Luschpynskyj wurde in der Familie eines Dorfsschmieds geboren. Nach dem Abitur in Ternopil studierte er von 1898 bis 1904 an der Architekturfakultät der Kaiserlich-Königlichen Technischen Hochschule in Lemberg (heute Nationale Polytechnische Universität Lwiw).  Er war Schüler, später enger Mitarbeiter und Mitautor von Iwan Lewynskyj. 1904, unmittelbar nach seinem Studienabschluss, trat Luschpynskyj in Lewynskyj-Architekturbüro ein, wo er bis 1919 tätig war. Ab 1907 war er Mitglied des Ruthenischen Keramikvereins und ab 1913 der Ukrainischen Technischen Gesellschaft in Lemberg. Als Architekt entwickelte er einen eigenen Stil, der auf der ukrainischen architektonischen Moderne basierte und Elemente der volkstümlichen Holzarchitektur in stilisierter Form aufgriff. Dieser Stil wurde als Huzulische Sezession bekannt. 1916 entwickelte Lushpynsky Entwürfe zum Wiederaufbau der im Krieg zerstörten Dörfer Galiziens, die die ländliche Bauweise in Galizien und der Ukrainischen SSR prägten. Er erforschte die traditionelle Holzarchitektur und fertigte Gemälde mit Darstellungen der historischen Architektur Galiziens. 1920 veröffentlichte er in Lemberg ein Album mit seinen Aquarellen unter dem Titel Holzkirchen Galiziens des 16.–18. Jahrhunderts. Luschpynskyj gestaltete Buchillustrationen und schuf zudem Auszeichnungen für die Legion der Ukrainischen Sicherschützen.
Der Architekt entwarf Kirchen in den Dörfern Galiziens, Denkmäler (für Taras Schewtschenko, Markijan Schaschewytsch u. a.) und Grabmale (für Iwan Lewynskyj u. a.), und widmete sich der Erforschung und Restaurierung von Baudenkmälern. Er arbeitete mit Metropolit Andrej Scheptyzkyj, Ilarion Swendzyzkyj und Wolodymyr Sitschynskyj zusammen. 1930 ernannte Andrej Scheptyzkyj Luschpynskyj zum Restaurator und Mitglied der Konservatorenkommission der griechisch-katholischen Metropolie. Im Herbst 1932 gehörte Luschpynskyj einer Gruppe renommierter Fachleute an, die im Auftrag des Metropolitankapitels die Restaurierung der Sankt-Georgs-Kathedrale vorbereiteten. Der zu dieser Zeit nach seinem Entwurf geschaffene Ikonostas wurde 1937 in den USA ausgestellt.
Luschpynskyj war unverheiratet und hatte keine Kinder. Er starb nach langer Krankheit am 20. November 1943 in Lwiw und wurde auf dem Lytschakiwski-Friedhof bestattet. 

## Werke (Auswahl)

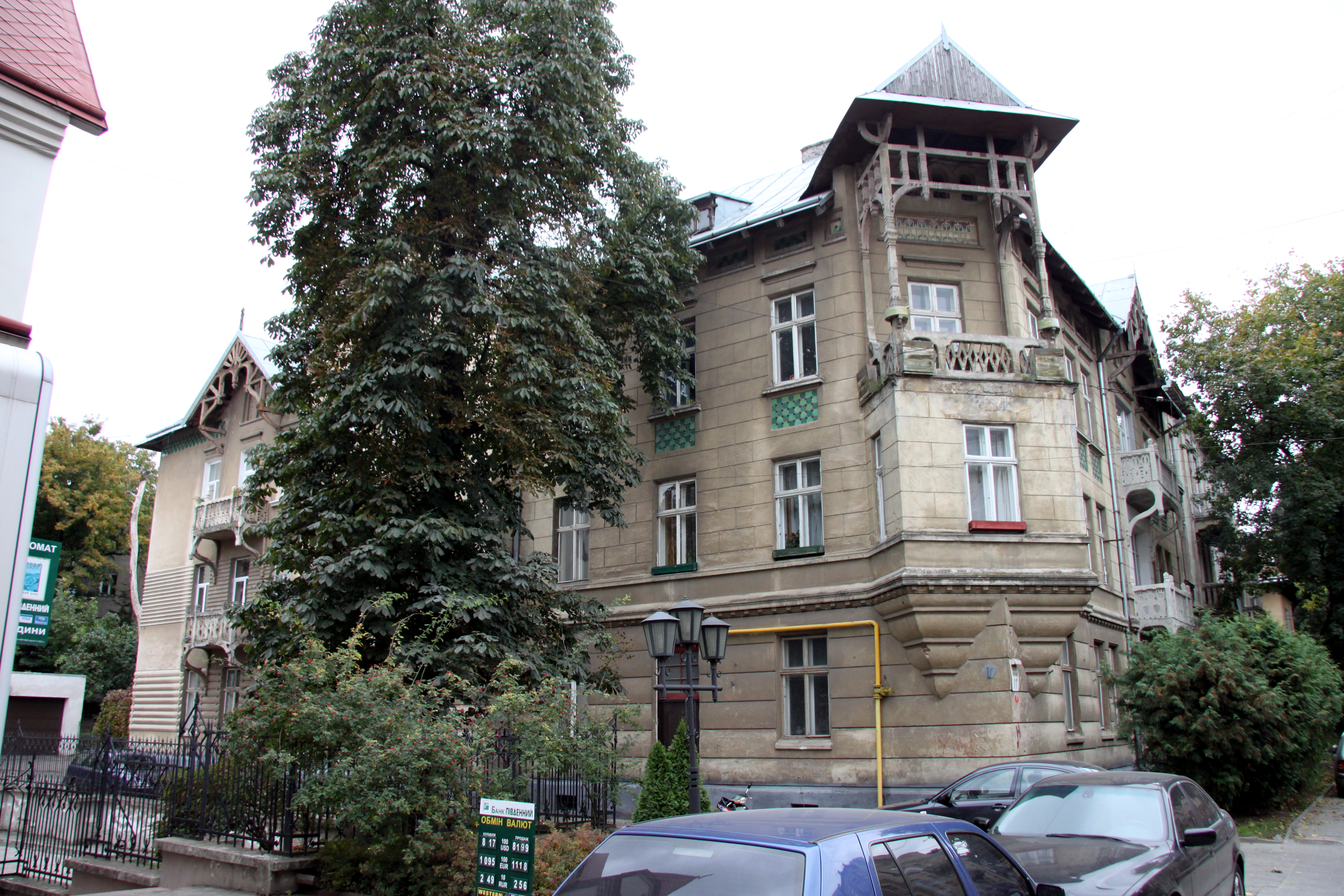
Haus von Skwartschynskyj, General-Tschuprynka-Straße, 11a in Lwiw
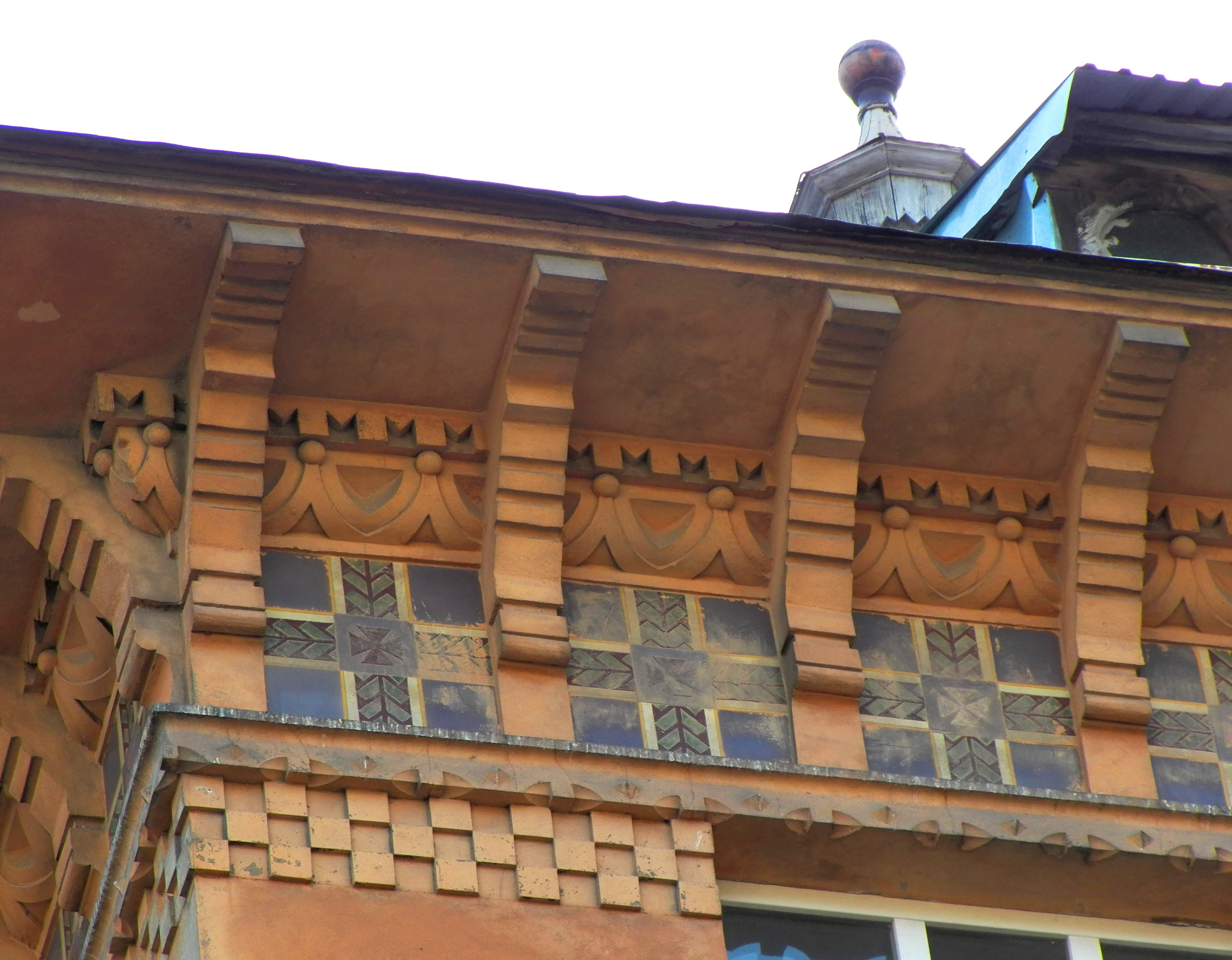
Fries des Studentenwohnheims, Lyssenko-Straße, 14 in Lwiw
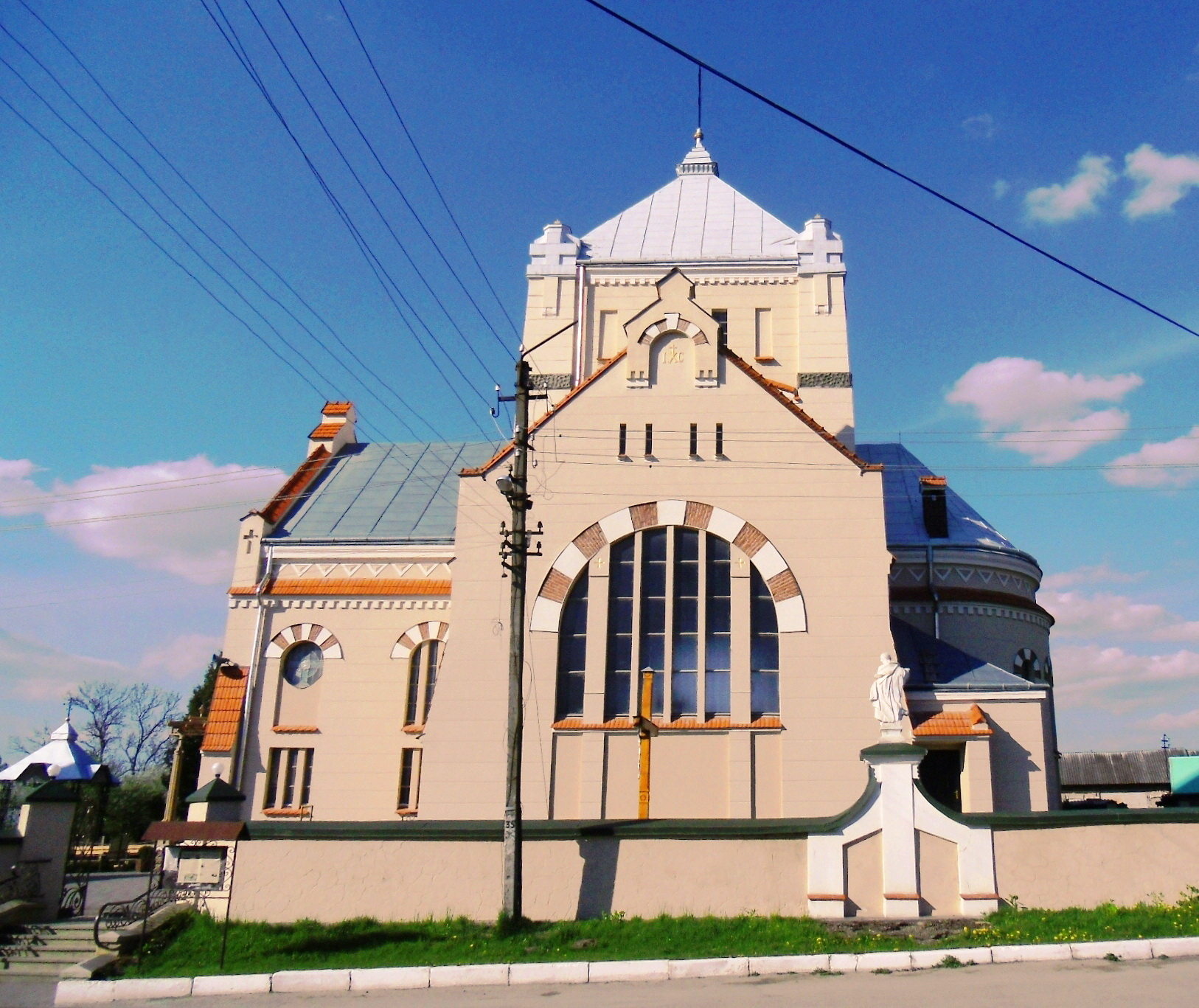
St.-Dimitrius-Kirche in Obroschyne
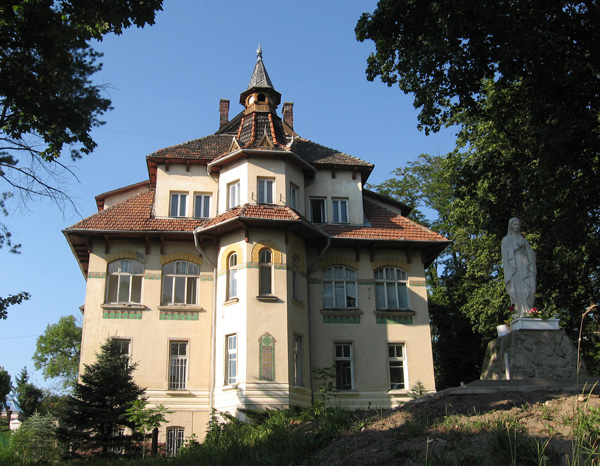
Ehemalige Soletskyj-Klinik in Lwiw
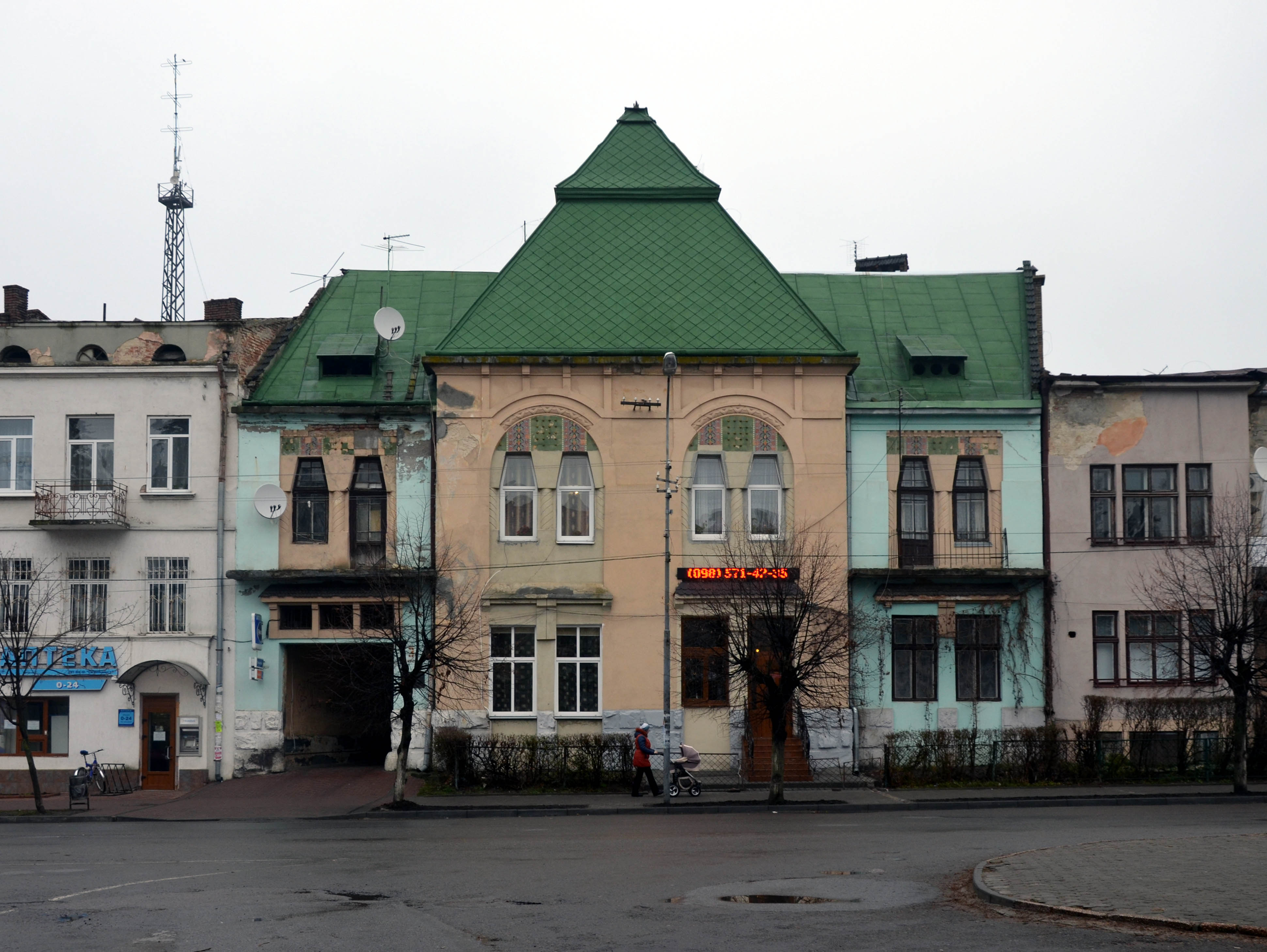
Volkshaus in Kamjanka-Buska
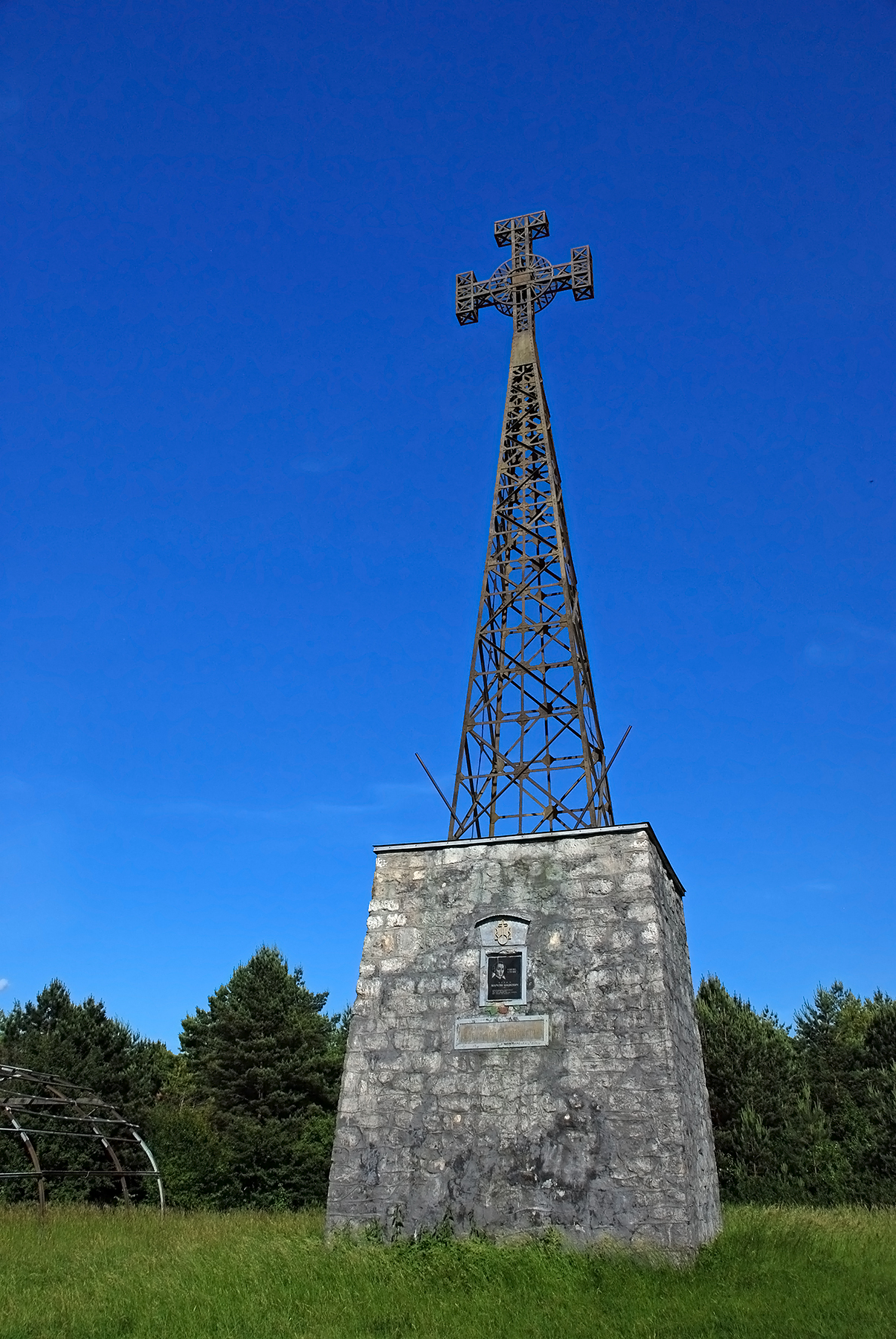
Denkmal für Markijan Schaschkewytsch in Pidlyssja
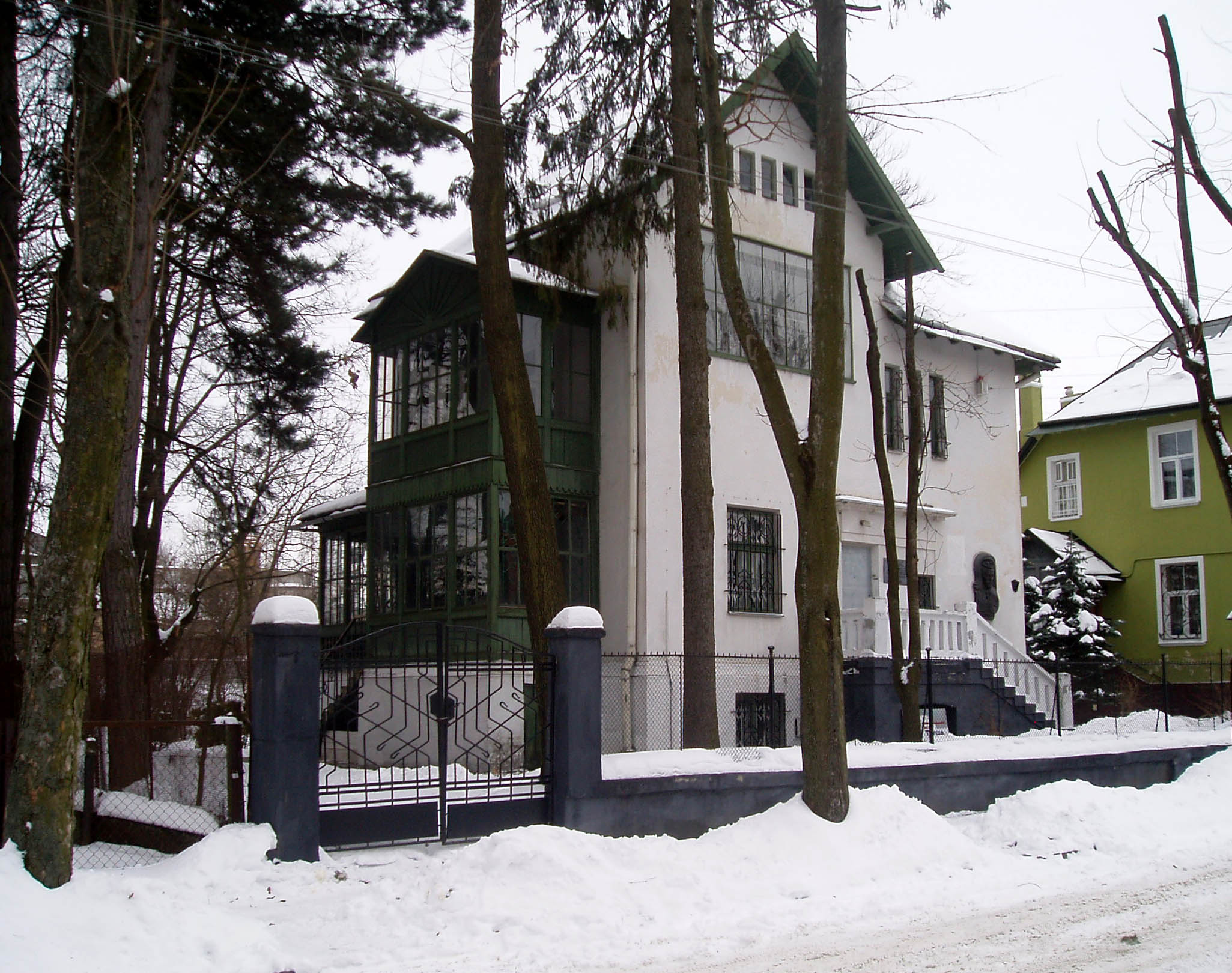
Ehemalige Villa von Iwan Trusch in Lwiw
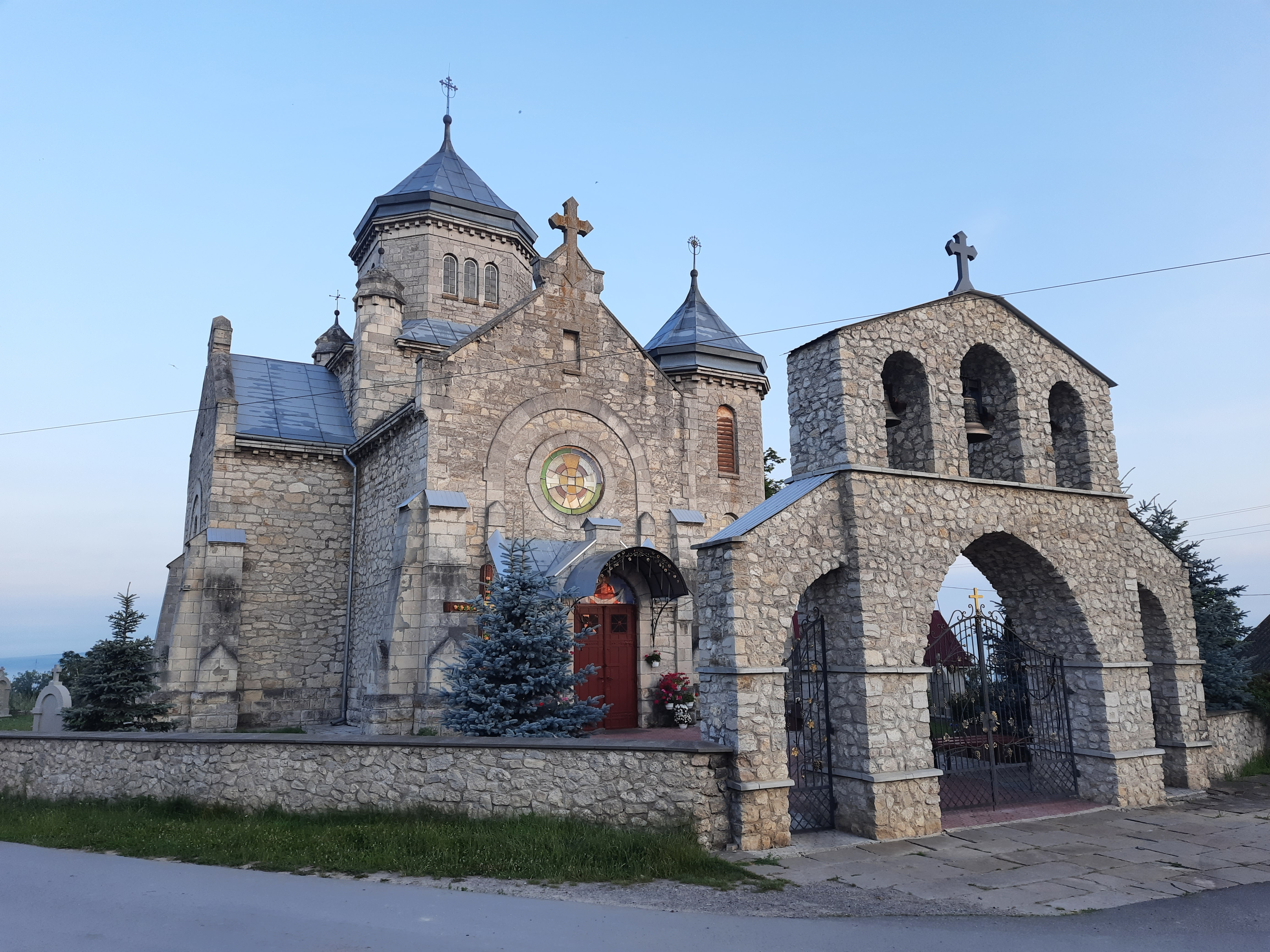
Mariä-Schutz-Kirche in Tscherneliw-Ruskyj
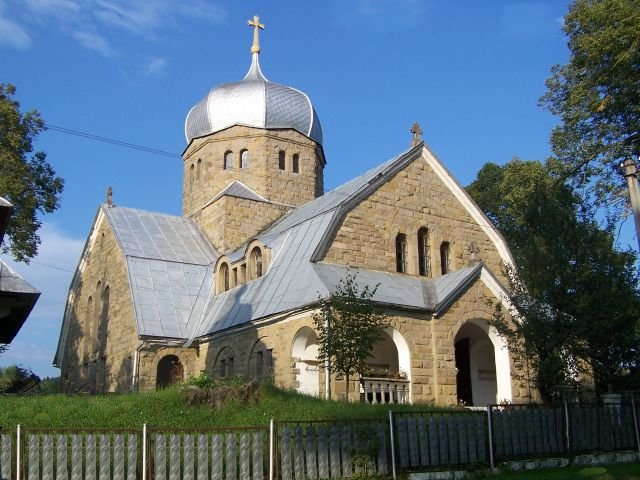
Eucharistie-Kirche in Borynja
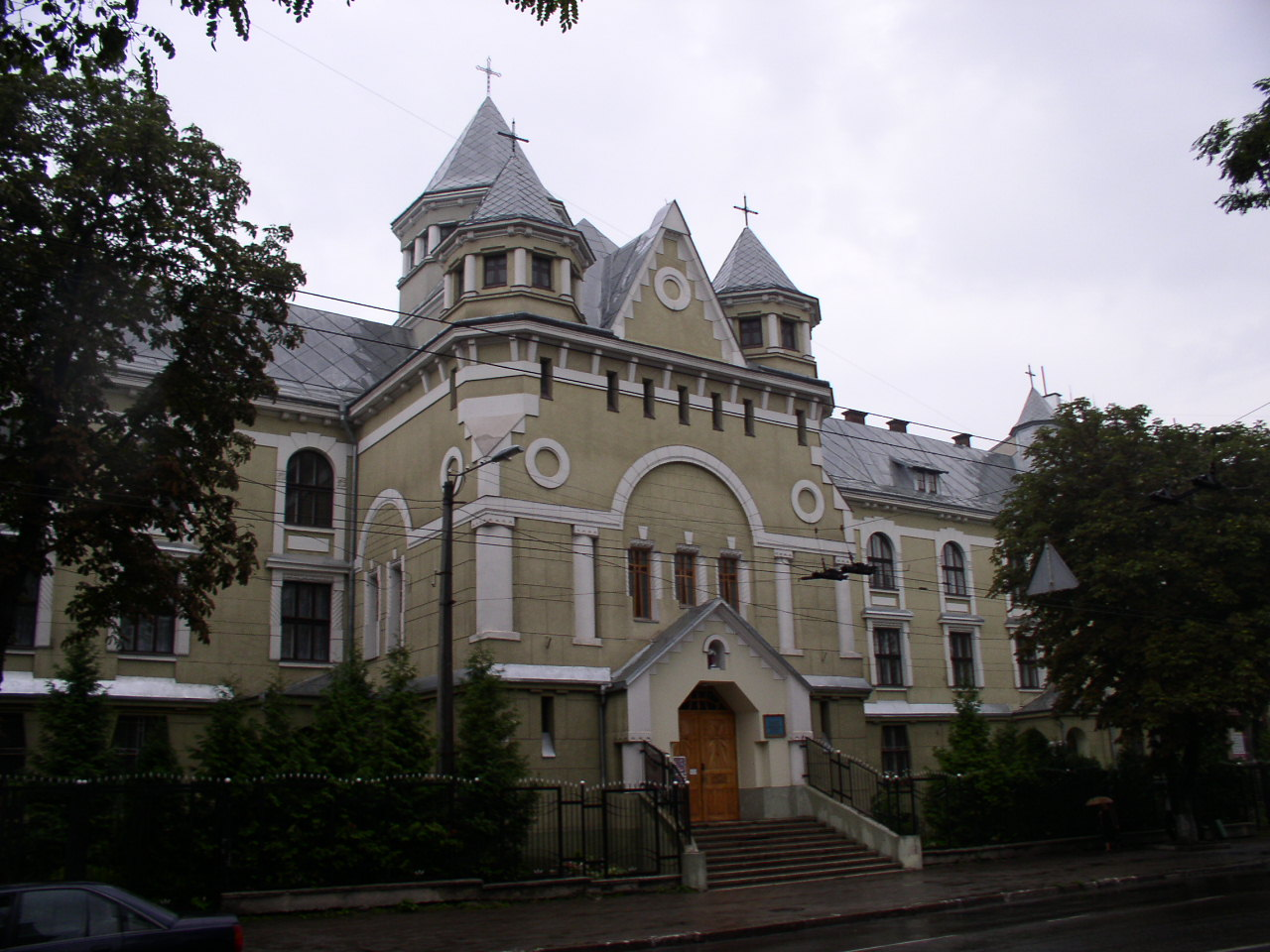
Basilianerkloster in Iwano-Frankiwsk
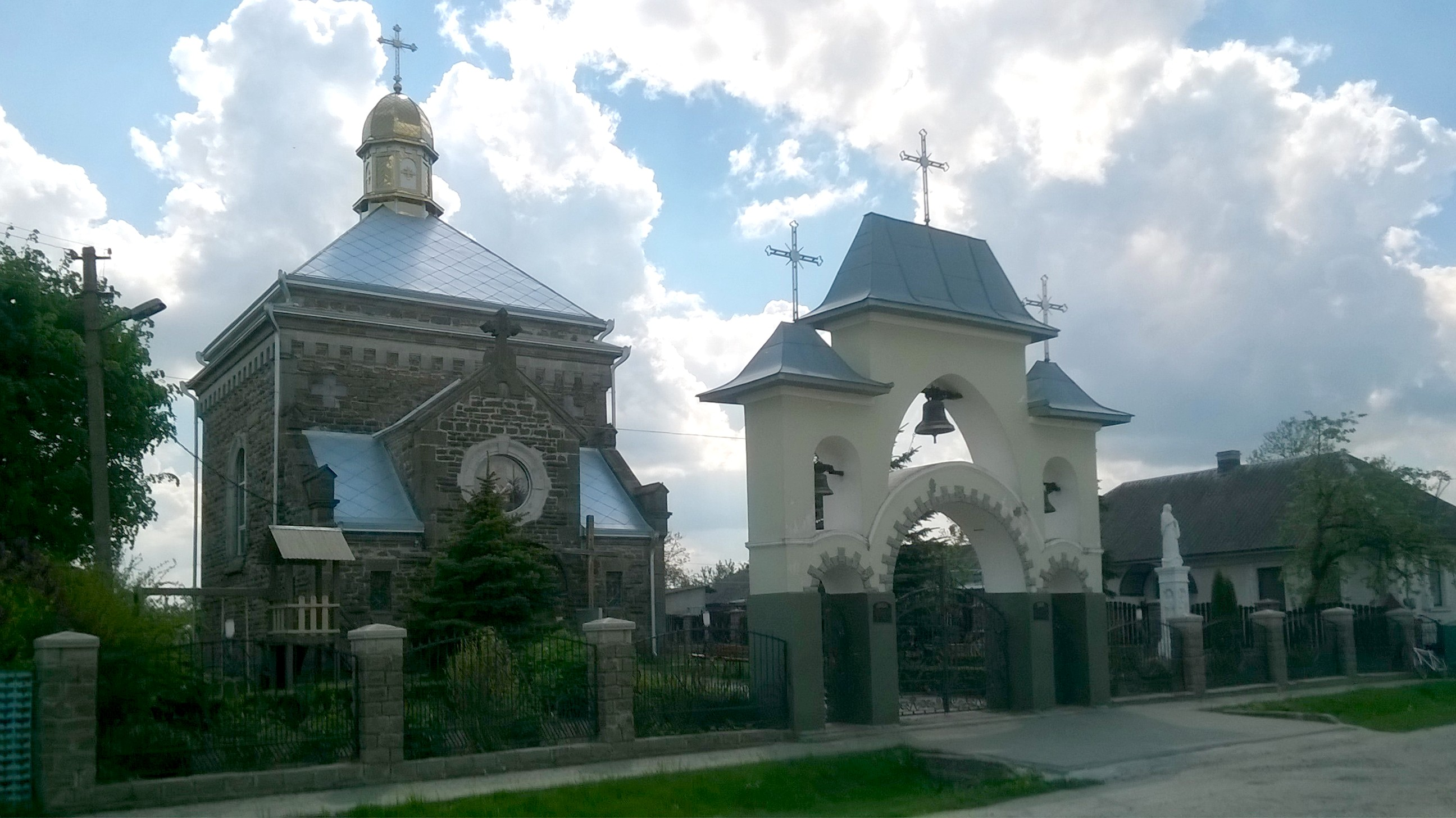
Kirche der Übertragung der Reliquien des Heiligen Nikolaus in Seredynky
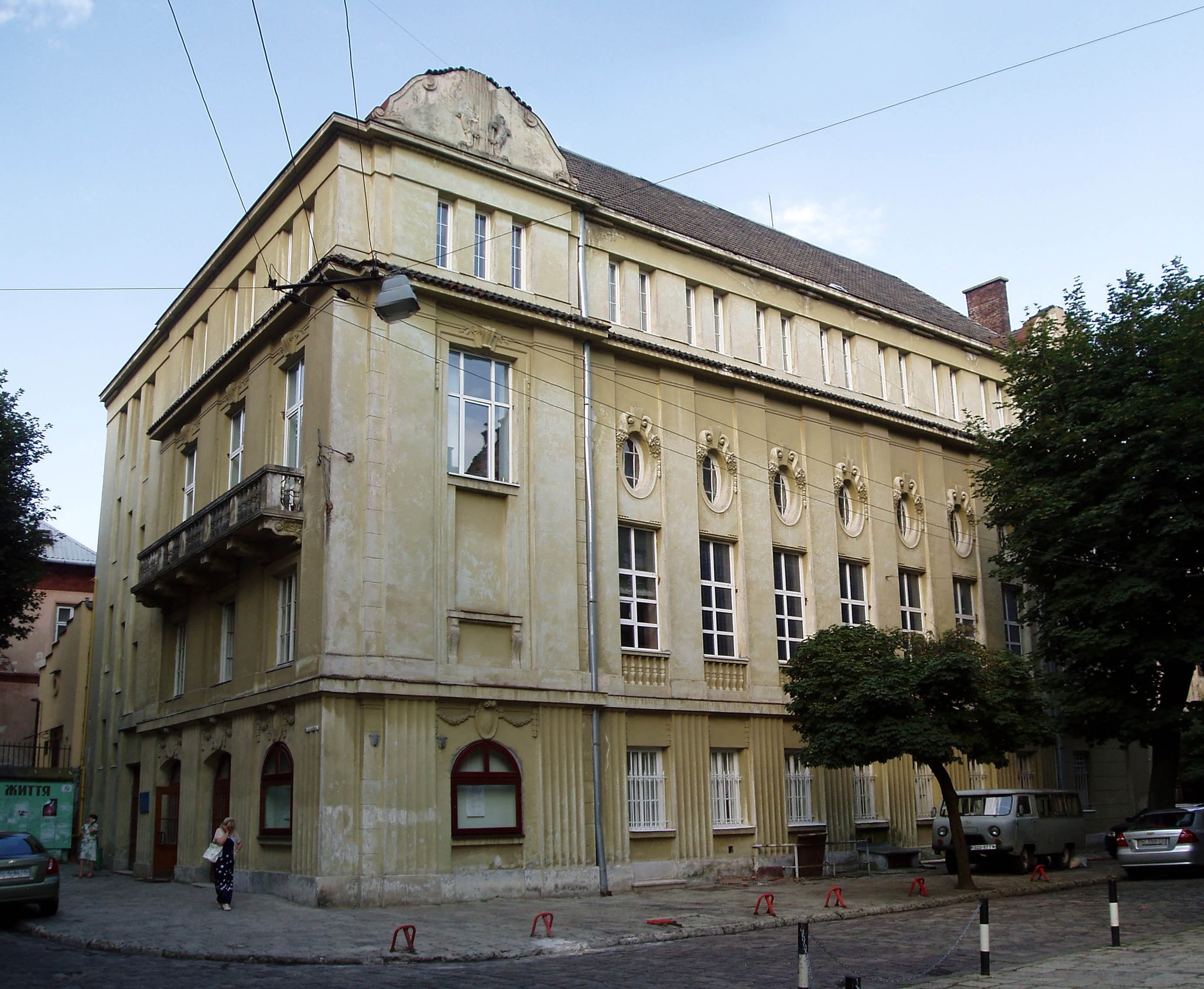
Haus der Ukrainischen Mykola-Lyssenko-Musikgesellschaft am Schaschewytsch-Platz 5 in Lwiw (Mitautor)
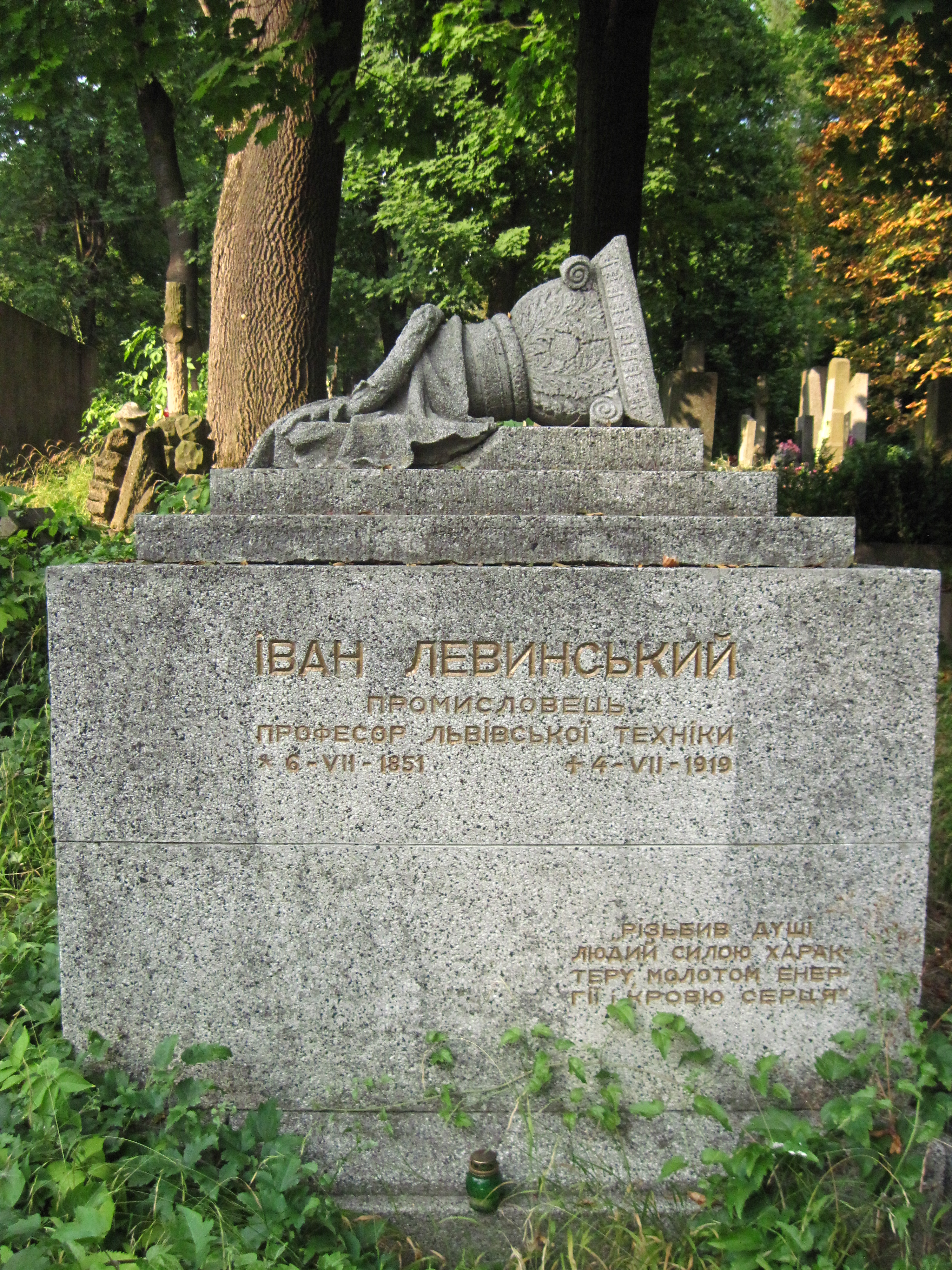
Grabmal von Iwan Lewynskyj
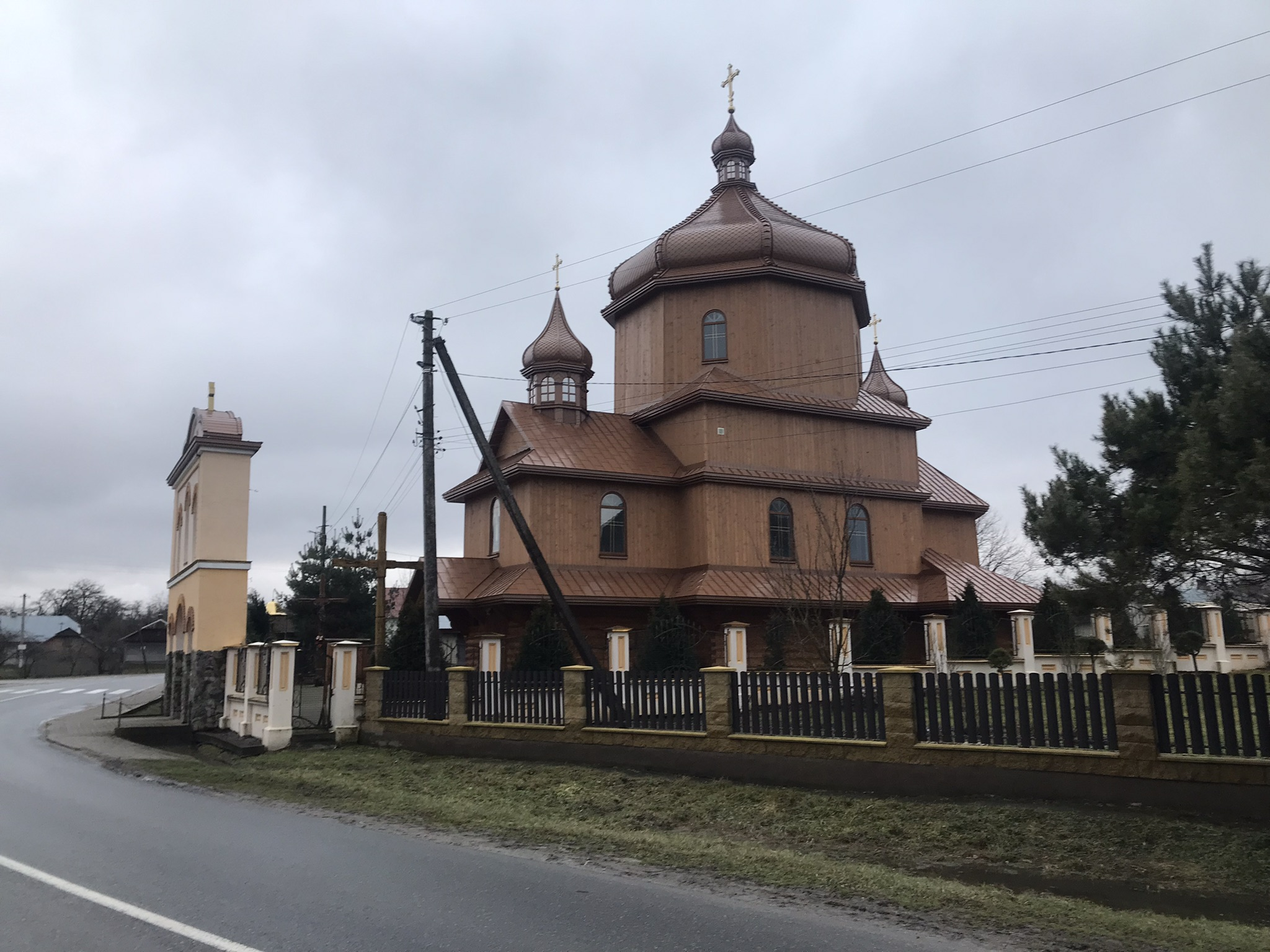
Nikolaus-Kirche in Nowe Selo (Komarno)
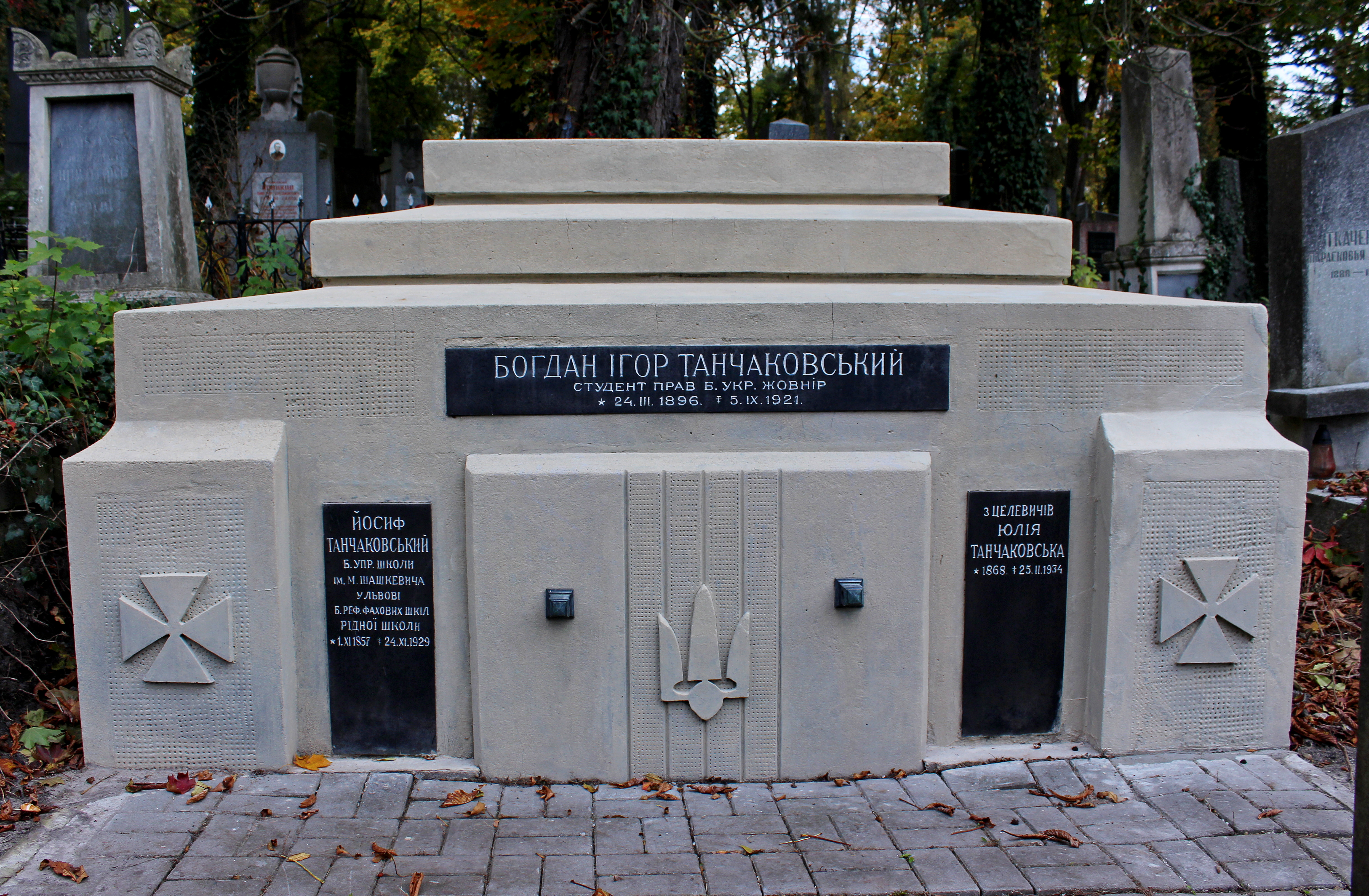
Tantschakiwskyj-Grabmal
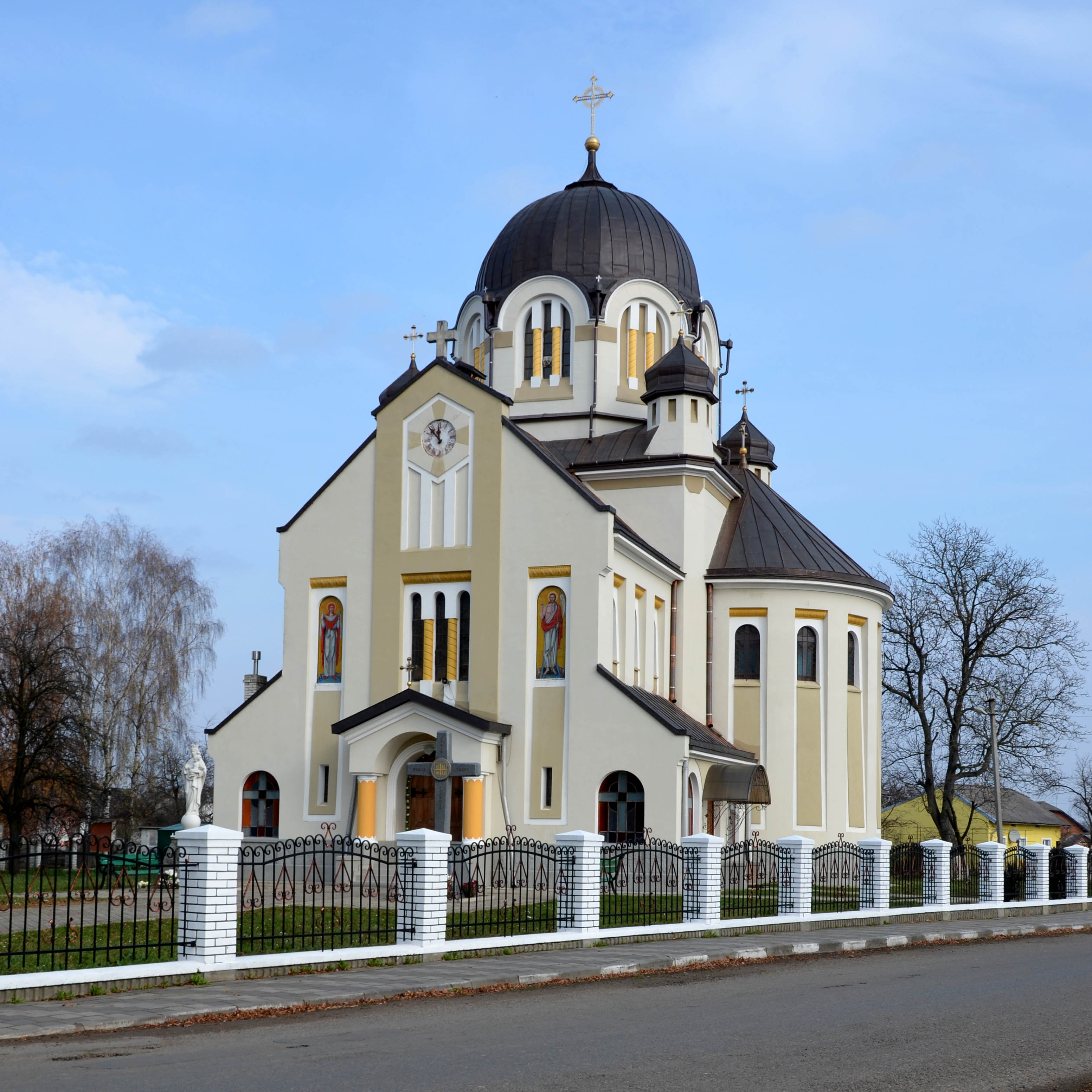
Kirche in Uhersko
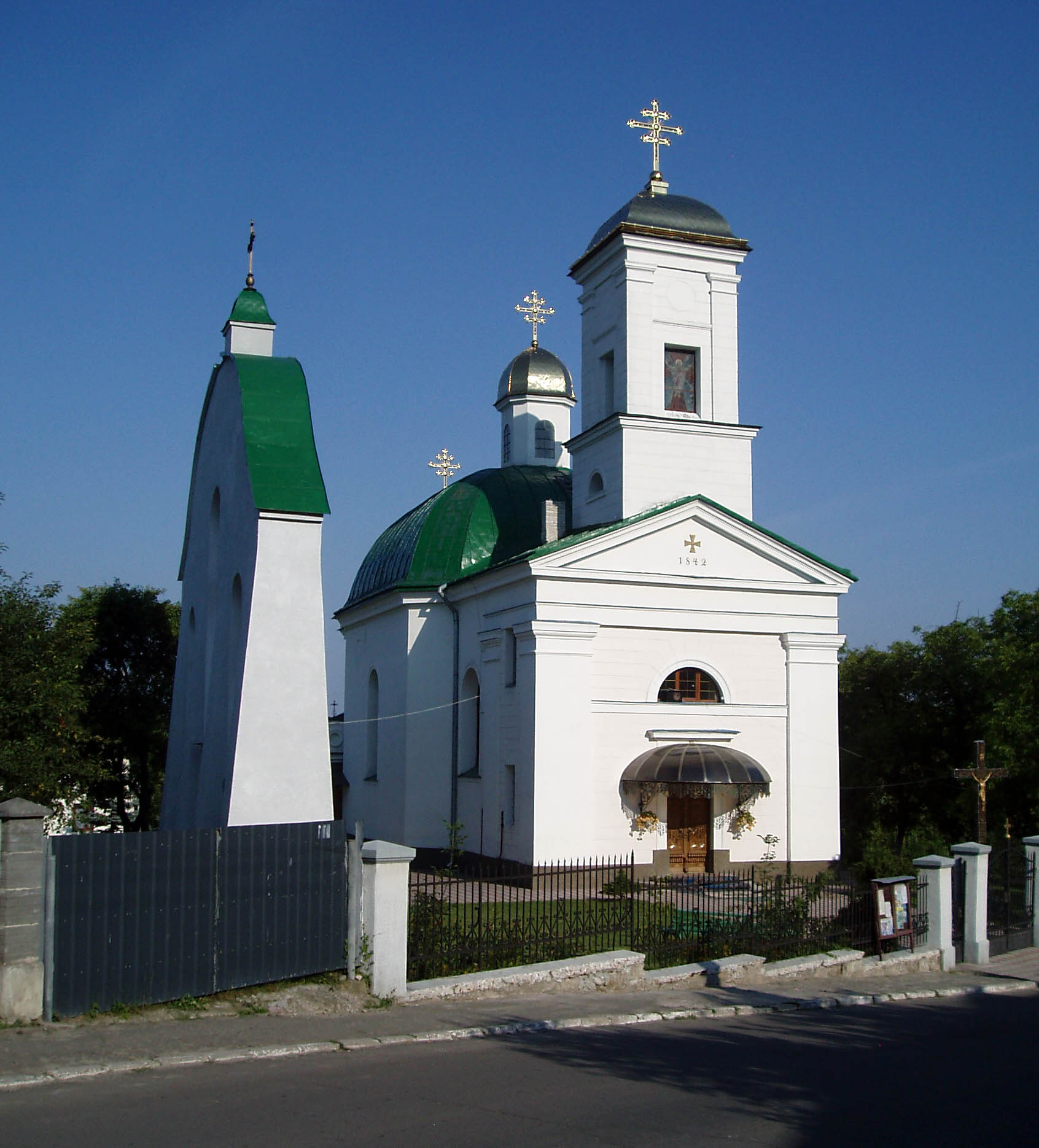
Auferstehungskirche in Wynnyky
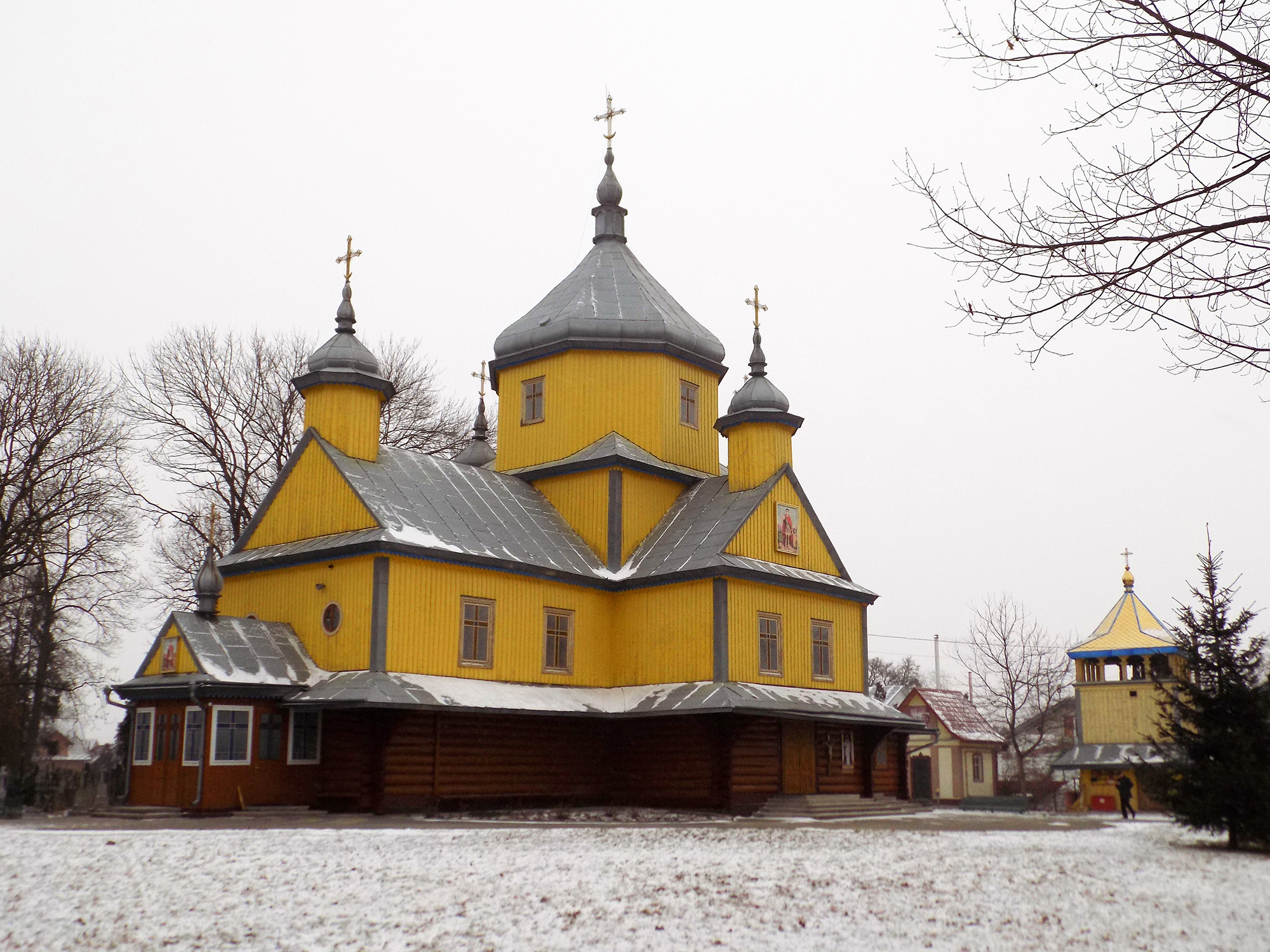
Mykyta-Kirche in Mykytynzi (Iwano-Frankiwsk)
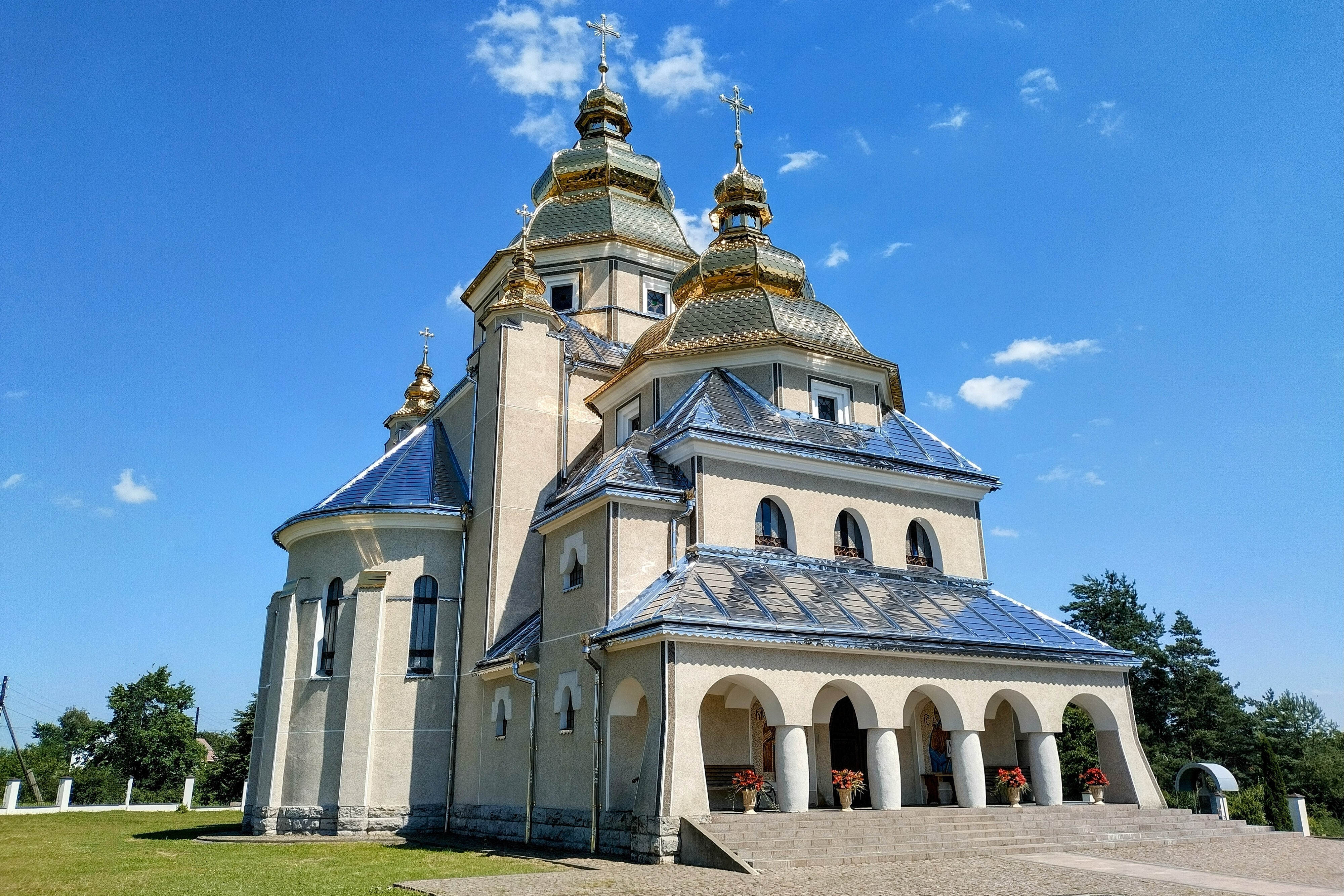
Kirche Verklärung Christi in Worobljatschyn
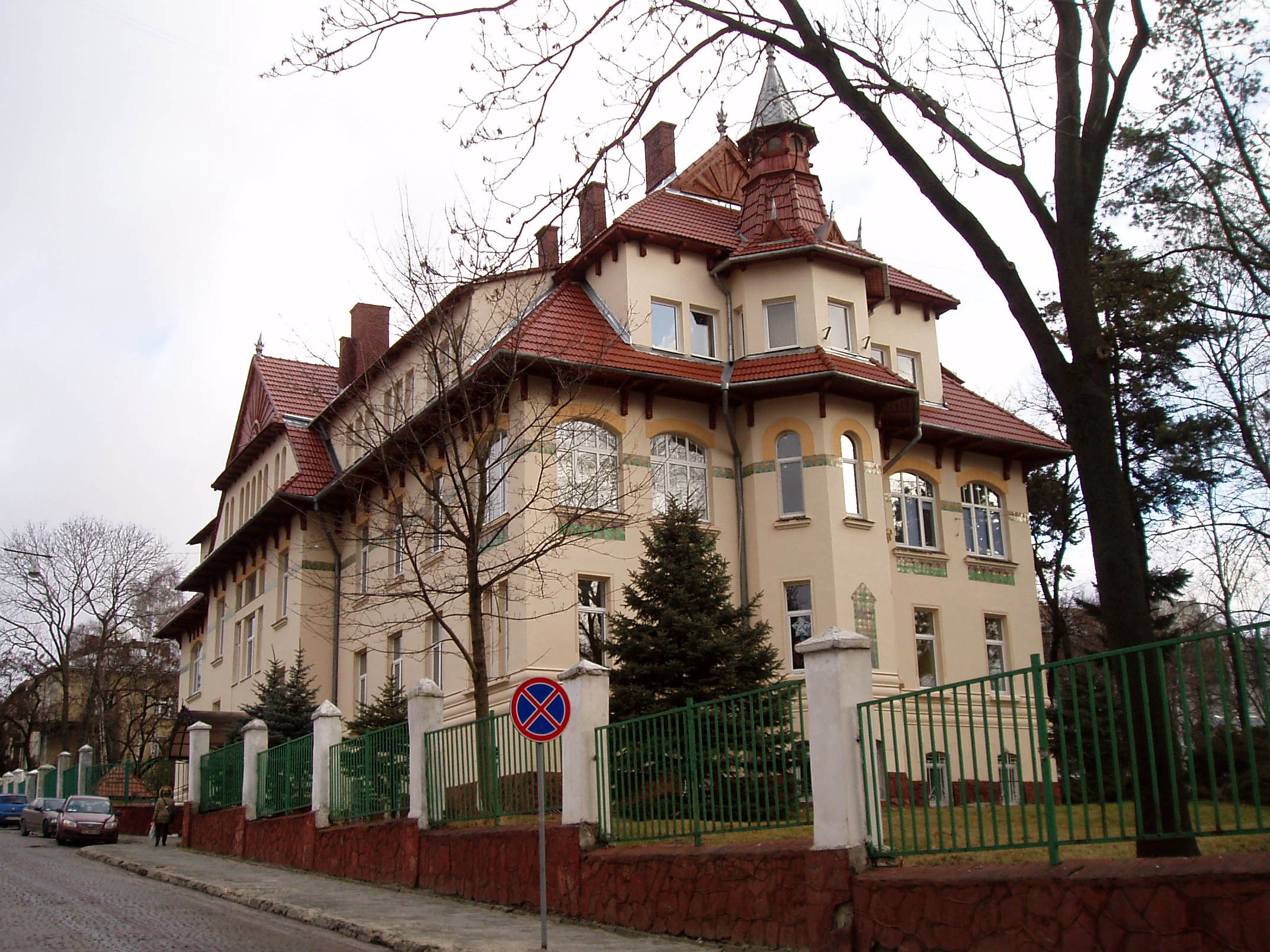
Wohnhaus in der Lytschakiwska-Straße, 107 in Lwiw
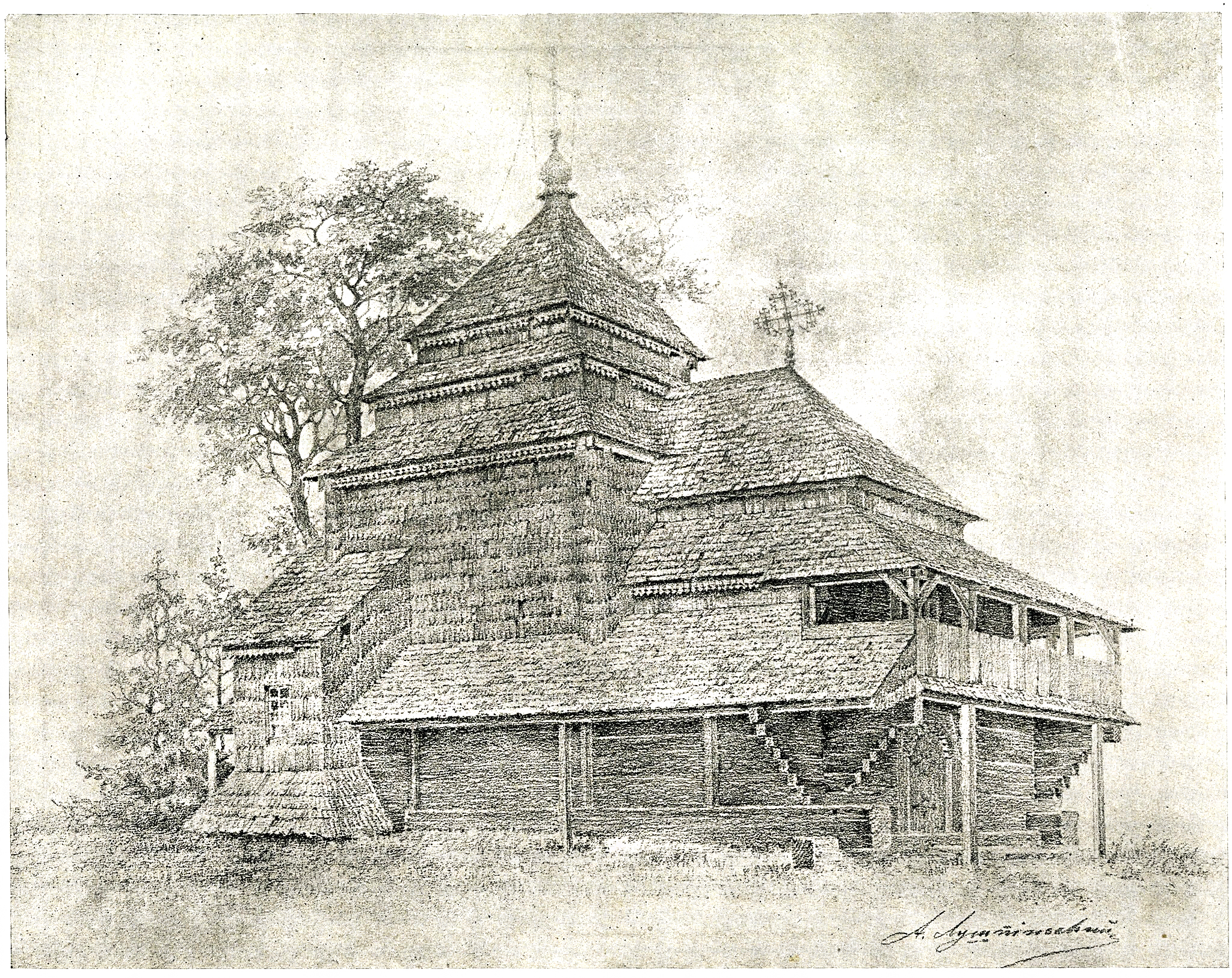
Mariä-Himmelfahrts-Kirche in Torky
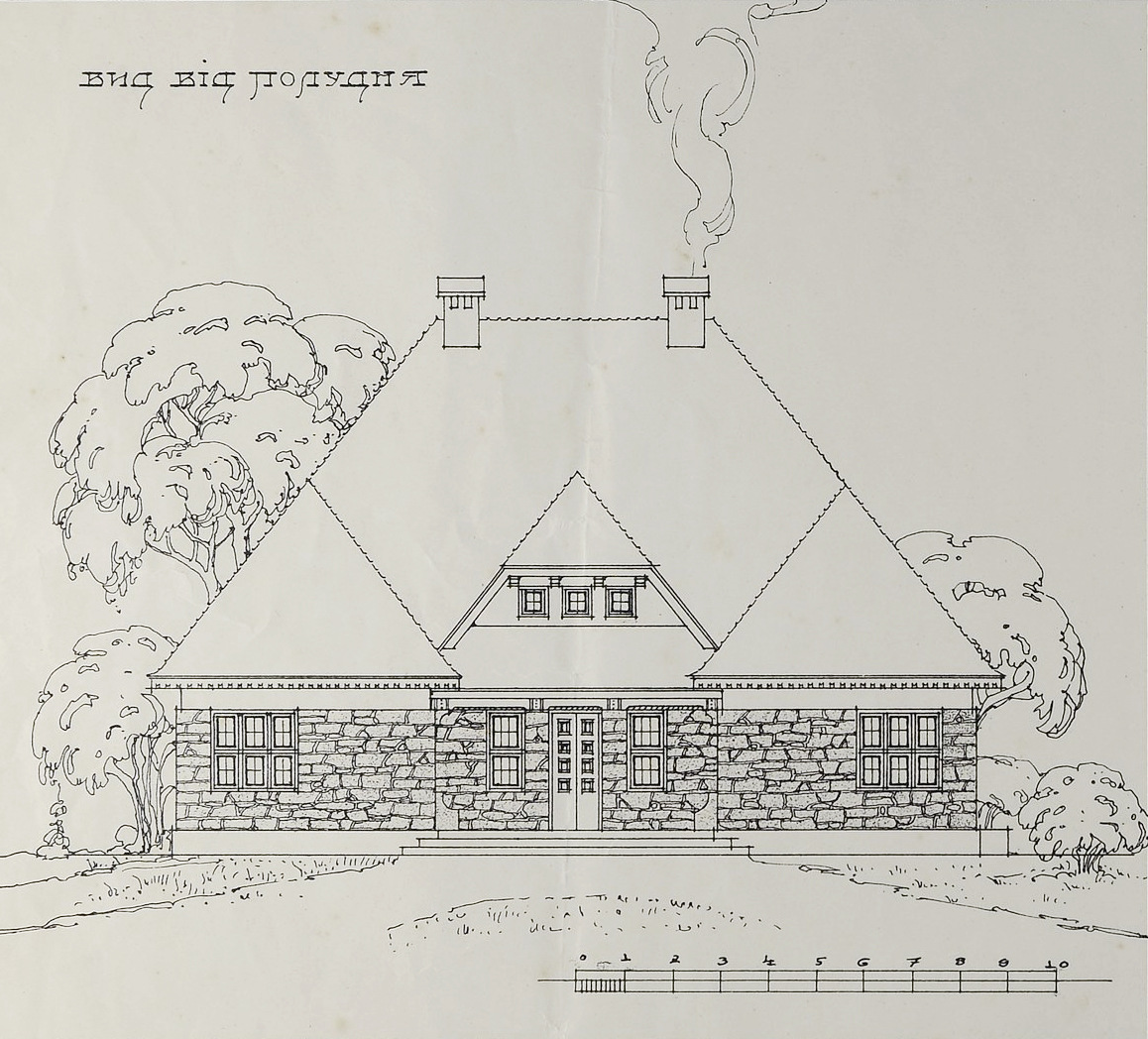
Entwurf der Pfarrei in Ulasiw